# Еберхард фон Раполтщайн
Еберхард Георг Фридрих фон Раполтщайн (на немски: Eberhard Georg Friedrich von Rappoltstein; * 12 март 1570 в Гемер, Банска Бистрица, Словакия; † 17/27 август 1637 в Страсбург) е граф и господар на Раполтщайн (днес Рибовил) и Рибопиер в Елзас.
Той е син на граф Егенолф III фон Раполтщайн (1527 – 1585) и втората му съпруга Мария фон Ербах (1541 – 1606), дъщеря на граф Еберхард XII фон Ербах (1511 – 1564) и Маргарета фон Даун (1521 – 1576).
Еберхард фон Раполтщайн е камерхер на император Матиас. Той умира на 17 август 1637 г. в Страсбург на 67 години.

## Фамилия
Еберхард фон Раполтщайн се жени на 1 декември 1589 г. в замък Кирбург до Кирн за вилд-и Рейнграфиня Анна фон Салм-Кирбург-Мьорхинген (* 1572; † 25 август 1608), дъщеря на вилд и Рейнграф Ото I фон Кирбург-Мьорхинген († 1607) и Отилия фон Насау-Вайлбург († 1610). Те имат девет деца:
- Ото Вилхелм (27 август 1592 – 19 септември 1605)
- Анна Отилия (11/21 ноември 1593 – 15/25 октомври 1661)
- Георг Фридрих фон Раполтщайн (14 юли 1594 – 30 август 1651), граф на Раполтщайн-Рибопиер, женен I. на 9 ноември 1623 г. за графиня Агата Мария фон Ханау (1599 – 1636), II. на 10 или 20 май 1640 г. за Елизабет Шарлота фон Золмс-Зоненвалде-Лаубах-Поух (1621 – 1666)
- Мария (5 февруари 1597 – 14 февруари 1597)
- Йохан Якоб фон Раполтщайн (2/12 февруари 1598 – 25 юли 1673), граф на Раполтщайн и Рибопиер, издигнат на граф, женен на 10 декември 1637 г. в Страсбург за Анна Клаудина фон Залм-Кирбург (1615 – 1673)
- Филип Лудвиг (22 февруари/септември 1601 – 25 февруари 1637), женен за вилд-и Рейнграфиня Доротея Диана фон Салм-Кирбург-Мьорхинген († 1672)
- Казимир (15 август 1604 – 7 юли 1607)
- Еберхард (31 октомври 1606 – 26 юни/6 юли 1607)
- дете

Еберхард фон Раполтщайн се жени втори път на 22 октомври 1609 г. в Бирленбах за графиня Агата фон Золмс-Лаубах (* 16 септември 1585; † 13 ноември 1648), дъщеря на граф Йохан Георг I фон Золмс-Лаубах († 1600) и Маргарета фон Шьонбург-Глаухау († 1606). Те нямат деца.